# Carl Romin
Carl Romin, född 10 mars 1772, död 14 december 1847, var en violinist vid Kungliga hovkapellet.

## Biografi
Carl Romin föddes 10 mars 1772. Han anställdes omkring 1804 som violinist vid Kungliga hovkapellet i Stockholm och slutade 1 juli 1831. Romin avled 14 december 1847.